# Idiomacromerus mesoplanus
Idiomacromerus mesoplanus is een vliesvleugelig insect uit de familie Torymidae. De wetenschappelijke naam is voor het eerst geldig gepubliceerd in 2007 door Askew & Nieves-Aldrey.